# Premariacco
Premariacco (friuli nyelven Premariâs) település Olaszországban, Friuli-Venezia Giulia régióban, Udine megyében. Lakosainak száma 3913 fő (2023. január 1.). Premariacco Buttrio, Cividale del Friuli, Manzano, Pradamano, Remanzacco, Corno di Rosazzo és Moimacco községekkel határos.

## Népesség
A település népességének változása:
| Lakosok száma | 4113 | 4071 | 3913 |
|               | 2017 | 2018 | 2023 |